# Mihai Macovei
Pour les articles homonymes, voir Macovei.

a Compétitions nationales et continentales officielles uniquement.

b Matchs officiels uniquement.
Dernière mise à jour le 03/10/2023.
Mihai Macovei, né le 29 octobre 1986, est un joueur roumain de rugby à XV qui joue au poste de troisième ligne.

## Biographie
Mihai Macovei découvre le rugby à l'âge de 12 ans, au sein du club de sa ville natale, Gura Humorului. Il y fait tout son parcours junior, avant de signer son premier contrat professionnel avec le CSM Baia Mare. Avec Baia Mare, il va éclore au plus haut niveau. Il est rapidement intégré au sein de la franchise de Bucarest Rugby qui évolue en challenge européen, et y disputera 28 matchs. En 2006, il découvre la sélection nationale lors d'un match face à l'Ukraine. Pendant ce temps en club, il remporte trois titres nationaux et une coupe. 
En 2011, il participe à la coupe du monde en Nouvelle-Zélande avec la Roumanie, disputant les quatre rencontres de son équipe. 
En 2012, après une finale perdue face au RCM Timișoara, il part en France et rejoint le Sporting nazairien rugby qui évolue en Fédérale 1. Il signe un contrat de deux en faveur du club, où il est présent « pour progresser ». Après deux saisons au club, il passe à l'échelon supérieur en rejoignant le RC Massy, qui évolue en Pro D2. 
Il ne reste néanmoins qu'une saison à Massy, s'engageant en faveur de Colomiers rugby pour trois ans, à partir de l'intersaison 2015. A la fin de l'été, il participe à sa deuxième coupe du monde, où il est capitaine de la sélection roumaine. Il y dispute trois matchs, et inscrit un doublé face au Canada.
A Colomiers, il s'impose rapidement comme un élément clé de l'équipe, et atteint avec son club les demi-finales de Pro D2 dès sa première année. Mais il se blesse au ligament croisé en fin de championnat, et doit être absent pendant huit mois. Il revient au jeu au début de l'année 2017. Dans la foulée, il participe avec la sélection roumaine au championnat d'Europe, qu'il remporte. Fin 2017, à six mois de l'échéance de son contrat, il signe une prolongation pour deux saisons supplémentaires, puis prolonge de deux saisons supplémentaires au terme de son contrat, ce qui le lie avec Colomiers jusqu'à la fin de la saison 2021-2022.
Il signe au RCBA Racing Club Bassin Arcachon en Juillet 2022 pour 2 ans.
Initialement convoqué pour disputer la Coupe du monde 2023, il se blesse et est remplacé par André Gorin. Durant le tournoi, il annonce sa retraite internationale lors d'une sortie médiatique relevant des tensions avec le staff en place au sein de la sélection (« Quand le respect disparaît, il ne faut pas forcer les choses ! »). Il achève ainsi sa carrière internationale avec 104 sélections sous le maillot roumain, et 105 points inscrits.

## Palmarès
- Championnat d'Europe des nations 2004-2006, 2017
- Championnat de Roumanie de rugby à XV 2009, 2010, 2011
- Coupe de Roumanie de rugby à XV 2010
- Coupe des nations de rugby à XV 2012, 2013, 2015

## Statistiques

### En sélection
| Année | Compétition       | Matchs | Points | Essais | Transf. | Drops | Pénal. |
| ----- | ----------------- | ------ | ------ | ------ | ------- | ----- | ------ |
| 2006  | CEN D1 2004-2006  | 2      | -      | -      | -       | -     | -      |
| 2007  | CEN D1 2006-2008  | 3      | -      | -      | -       | -     | -      |
| 2008  | CEN D1 2006-2008  | 3      | 5      | 1      | -       | -     | -      |
| 2008  | Coupe des nations | 3      | -      | -      | -       | -     | -      |
| 2009  | CEN D1 2008-2010  | 2      | -      | -      | -       | -     | -      |
| 2009  | Test              | 1      | -      | -      | -       | -     | -      |
| 2010  | CEN D1 2008-2010  | 4      | -      | -      | -       | -     | -      |
| 2011  | CEN D1 2010-2012  | 3      | -      | -      | -       | -     | -      |
| 2011  | Coupe des nations | 1      | -      | -      | -       | -     | -      |
| 2011  | Coupe du monde    | 4      | -      | -      | -       | -     | -      |
| 2012  | CEN D1 2010-2012  | 5      | 10     | 2      | -       | -     | -      |
| 2012  | Coupe des nations | 3      | -      | -      | -       | -     | -      |
| 2012  | Test              | 2      | -      | -      | -       | -     | -      |
| 2013  | CEN D1 2012-2014  | 5      | 5      | 1      | -       | -     | -      |
| 2013  | Coupe des nations | 3      | 10     | 2      | -       | -     | -      |
| 2013  | Test              | 3      | 5      | 1      | -       | -     | -      |
| 2014  | CEN D1 2012-2014  | 4      | -      | -      | -       | -     | -      |
| 2014  | Coupe des nations | 3      | 5      | 1      | -       | -     | -      |
| 2014  | Test              | 3      | -      | -      | -       | -     | -      |
| 2015  | CEN D1 2014-2016  | 3      | 5      | 1      | -       | -     | -      |
| 2015  | Coupe des nations | 3      | 10     | 2      | -       | -     | -      |
| 2015  | Test              | 1      | -      | -      | -       | -     | -      |
| 2015  | Coupe du monde    | 3      | 10     | 2      | -       | -     | -      |
| 2016  | CEN D1 2014-2016  | 2      | 10     | 2      | -       | -     | -      |
| 2017  | REC               | 3      | -      | -      | -       | -     | -      |
| 2017  | Test              | 4      | 10     | 2      | -       | -     | -      |
| 2018  | REC               | 2      | 10     | 2      | -       | -     | -      |
| 2018  | Test              | 2      | -      | -      | -       | -     | -      |
| 2019  | REC               | 3      | -      | -      | -       | -     | -      |
| 2019  | Test              | 2      | -      | -      | -       | -     | -      |
| 2020  | REC               | 2      | -      | -      | -       | -     | -      |
| 2021  | REC               | 2      | -      | -      | -       | -     | -      |
| 2021  | Test              | 2      | -      | -      | -       | -     | -      |
| 2022  | REC               | 5      | -      | -      | -       | -     | -      |
| 2022  | Test              | 4      | -      | -      | -       | -     | -      |
| 2023  | REC               | 3      | -      | -      | -       | -     | -      |
| 2023  | Test              | 1      | -      | -      | -       | -     | -      |
| Total | Total             | 104    | 105    | 21     | -       | -     | -      |

| Essai | Adversaire  | Lieu                                      | Compétition            | Date            | Résultat | Score |
| ----- | ----------- | ----------------------------------------- | ---------------------- | --------------- | -------- | ----- |
| 1     | Tchéquie    | Stade Arcul de Triumf, Bucarest           | ENC 1A 2008-2010       | 22 mars 2008    | Victoire | 76-7  |
| 2     | Ukraine     | Stade Arcul de Triumf, Bucarest           | ENC 1A 2010-2012       | 31 mars 2012    | Victoire | 71-0  |
| 1     | Belgique    | Petit Heysel, Bruxelles                   | ENC 1A 2012-2014       | 9 mars 2013     | Victoire | 14-32 |
| 1     | Russie      | Stade Arcul de Triumf, Bucarest           | Coupe des nations 2013 | 8 juin 2013     | Victoire | 30-20 |
| 1     | Argentine A | Stade Arcul de Triumf, Bucarest           | Coupe des nations 2013 | 12 juin 2013    | Victoire | 30-8  |
| 1     | Tonga       | Stade Arcul de Triumf, Bucarest           | Test                   | 9 novembre 2013 | Victoire | 19-18 |
| 1     | Uruguay     | Stade Arcul de Triumf, Bucarest           | Coupe des nations 2014 | 13 juin 2014    | Victoire | 34-16 |
| 1     | Portugal    | Stade universitaire de Lisbonne, Lisbonne | ENC 1A 2014-2016       | 7 février 2015  | Victoire | 10-37 |
| 2     | Namibie     | Stade Arcul de Triumf, Bucarest           | Coupe des nations 2015 | 17 juin 2014    | Victoire | 43-3  |
| 2     | Canada      | Leicester City Stadium, Leicester         | Coupe du monde 2015    | 6 octobre 2015  | Victoire | 15-17 |
| 1     | Espagne     | Stade national complutense, Madrid        | ENC 1A 2014-2016       | 13 février 2016 | Victoire | 18-21 |
| 1     | Russie      | Stade Emil Alexandrescu (en), Iaşi        | ENC 1A 2014-2016       | 27 février 2016 | Victoire | 30-0  |
| 1     | Japon       | Stade Egao Kenkō, Kumamoto                | Test                   | 10 juin 2017    | Défaite  | 33-21 |
| 1     | Brésil      | Stade Arcul de Triumf, Bucarest           | Test                   | 24 juin 2017    | Victoire | 56-5  |
| 2     | Allemagne   | Cluj Arena, Cluj-Napoca                   | REC 2018               | 10 février 2018 | Victoire | 85-6  |
| 1     | Russie      | Stade Arcul de Triumf, Bucarest           | REC 2022               | 5 février 2022  | Victoire | 34-25 |
| 1     | Pays-Bas    | NRCA Stadium, Amsterdam                   | REC 2022               | 19 mars 2022    | Victoire | 12-38 |